# Walgreens
Walgreen Company — крупнейшая аптечная сеть в Соединённых Штатах Америки. По состоянию на март 2025 года компания управляла более 8700 аптеками во всех штатах США, включая Округ Колумбия, Пуэрто-Рико и Американские Виргинские острова. Штаб-квартира компании располагается в пригороде Чикаго Дирфилде, Иллинойс.

## История
Компания была основана в 1901 году в Чикаго и с тех пор её деятельность распространилась по всей территории США.